# Parry Sound District
Parry Sound District är ett distrikt i provinsen Ontario i Kanada. Antalet invånare var 42 824 vid folkräkningen 2016.

## Kommuner
I distriktet finns följande kommuner:
| Kommunnamn         | Kommuntyp    |
| ------------------ | ------------ |
| Kearney            | Town         |
| Parry Sound        | Town         |
| Armour             | Township     |
| Carling            | Township     |
| Joly               | Township     |
| Machar             | Township     |
| McKellar           | Township     |
| McMurrich/Monteith | Township     |
| Nipissing          | Township     |
| Perry              | Township     |
| Ryerson            | Township     |
| Seguin             | Township     |
| Strong             | Township     |
| The Archipelago    | Township     |
| Burk's Falls       | Village      |
| South River        | Village      |
| Sundridge          | Village      |
| Callander          | Municipality |
| Magnetawan         | Municipality |
| McDougall          | Municipality |
| Powassan           | Municipality |
| Whitestone         | Municipality |

Dessutom finns sex indianreservat:
- Dokis Indian Reserve 9
- French River Indian Reserve 13
- Henvey Inlet Indian Reserve 2
- Magnetewan Indian Reserve 1
- Parry Island First Nation Indian Reserve
- Shawanaga Indian Reserve 17